# Kalliküla
Kalliküla est un village de la commune de Valga, situé dans le comté de Valga en Estonie. De 1992 jusqu'à la réorganisation administrative d'octobre 2017, il faisait partie de la commune de Taheva.
En 2020, la population s'élevait à 25 habitants.